# Herbert Kesel
Herbert Kesel (* 3. November 1931 in Mannheim; † 15. Dezember 2011 in Saarbrücken) war ein deutscher Ruderer, der für das Saarland antrat.

## Biografie
Herbert Kesel gewann beim Deutschen Meisterschaftsrudern 1950 die Goldmedaillen mit dem Zweier und Vierer ohne Steuermann. Er gehörte der Delegation des Saarlandes bei den Olympischen Sommerspielen 1952 in Helsinki an. Zusammen mit Klaus Hahn startete er im Zweier ohne Steuermann. Im Halbfinale hatte das Duo einen komfortablen Vorsprung vor den Booten aus Polen und den Vereinigten Staaten. Jedoch brach Hahn zusammen und konnte nicht mehr rudern und das Duo schied infolgedessen aus. Im Folgejahr wurde das Paar bei den Deutschen Meisterschaften Zweiter.